# 서초 나들목
서초 나들목(Seocho IC)은 서울특별시 서초구 서초동에 설치된 경부간선도로의 교차로이자 과거 경부고속도로의 50번 교차로였다. 2002년 12월 5일 경부고속도로 노선 단축으로 고속도로 지정에서 해제되었다.

## 연혁
- 1968년 12월 21일 : 경부고속도로 서울 ~ 수원 구간 개통에 따라 영업 개시[1]
- 2002년 12월 5일 : 경부고속도로 양재 나들목 ~ 한남대교 구간 단축으로 고속도로 지정 해제[2]

## 구조물 정보
- 위치: 서울특별시 서초구 서초동

## 접속하는 도로
- 서울특별시도 제92호선 (남부순환로)